# Sherlock Holmes versus Arsène Lupin
Sherlock Holmes versus Arsène Lupin (riedito nel 2010 da FX Interactive con il titolo Sherlock Holmes e il Re dei Ladri), conosciuto anche come Sherlock Holmes: Nemesis, è un'avventura grafica sviluppata da Frogwares nel 2007.

## Trama
Londra, 14 luglio 1895. Al 221b di Baker Street il grande Sherlock Holmes, il detective più noto d'Inghilterra, suona il violino per combattere il tedio. Un anno dopo il suo ultimo grande caso, egli attende l'arrivo di una nuova sfida che metta alla prova la sua sagacia e il suo ingegno. Il dottor Watson, fedele amico di Sherlock Holmes, cerca di stimolare quest'ultimo con la sua solita loquacità. Dando un'occhiata alla posta del giorno, Watson suggerisce a Holmes di leggere urgentemente una lettera da lui appena aperta. Holmes prende la missiva dal tavolo e la legge attentamente: Arsenio Lupin, il famoso ladro gentiluomo, ha appena lanciato un guanto di sfida a tutto il popolo inglese e, in particolare, al suo più significativo alfiere con un enigmatico indovinello in versi. Il ladro più ricercato d'Europa ha infatti intenzione di rubare cinque tra i più importanti simboli del regno, per prendersi quella vendetta che la Francia brama da circa un secolo, e allo stesso tempo di mettere alla prova l'astuzia di Holmes in un'appassionante partita di scacchi il cui tavoliere saranno le strade di Londra. Nella sua epistola Lupin muove la prima pedina, minacciando di rubare un tesoro emblematico dell'Impero Britannico.
La prima destinazione di Holmes e Watson è il National Gallery, dove comprendono che il bersaglio di Lupin è La valorosa Téméraire, un dipinto simbolico della vittoria dell'Inghilterra contro la Francia e la Spagna alla battaglia di Trafalgar, e mettono pertanto in stato di allerta il direttore del museo e l'ispettore Lestrade, che fa sorvegliare ogni entrata della Galleria. Ma il giorno dopo, le guardie vengono trovate stordite e il dipinto rubato, e Holmes comprende che Lupin si è travestito nei panni del pittore francese Horace Velmont e si è nascosto prima dell'arrivo di Lestrade.
Il secondo indizio porta il dinamico duo alla Torre di Londra, dove ritengono che Lupin ne ruberà i corvi, ma arrivano troppo tardi, in quanto trovano che i volatili sono stati sostituiti da altri uccelli e un pipistrello lasciato libero. Il messaggio attaccato agli animali li informa che Lupin intende rubare la Stele di Rosetta, che gli inglesi hanno preso dai francesi e che ora si trova al British Museum. Lestrade fa dunque sorvegliare ogni entrata del museo, ma Lupin ruba comunque la stele sotto gli occhi di tutti tramite l'uso di un sistema di corda e lascia un'altra lettera.
Holmes intuisce che qualcuno ha inconsapevolmente aiutato Lupin a superare il sistema di sicurezza; a sua insaputa, Watson si è fatto amico un giornalista di nome Piers Urquhart Alenn e prima lo aveva aiutato di nascosto ad entrare nel Museo per aiutarlo con uno scoop. Watson confessa il tutto e Holmes comprende che il prossimo bersaglio dello scaltro ladro è la Regina Vittoria in persona. I due raggiungono il Buckingham Palace e lo trovano blindato dal Primo Ministro, poi comprendono che Lupin ha già raggiunto la regina nascosto in un vecchio orologio francese con una credenza. Il ladro francese, però, non vuole rapire o fare del male alla sovrana, e riesce con gentilezza a farsi baciare dalla regina stessa, la quale gli consente di fuggire usando il corridoio segreto del palazzo; quando Holmes lo insegue, riesce solo a trovare un'altra lettera, contenente gli indizi per il quinto e ultimo crimine.
Holmes decifra la lettera e comprende che l'ultimo assalto del ladro avverrà al Big Ben. Tuttavia, mentre Watson, il Primo Ministro, Lestrade e gran parte di Scotland Yard raggiungono il luogo, Holmes torna invece alla Torre di Londra, avendo compreso che i quattro crimini precedenti erano soltanto una distrazione per il vero bersaglio: i Gioielli della Corona. Holmes sabota il piano di Lupin e lo affronta a parole: entrambi manifestano la loro ammirazione reciproca per le doti intellettive dell'avversario e Lupin accetta di restituire l'intero malloppo, a patto che Holmes lo lasci andare, conscio che non si rivedranno mai più. Finito tutto, Holmes raggiunge Watson e gli spiega la verità, raccomandando l'amico di non scrivere nulla dell'accaduto.

## Modalità di gioco
Sherlock Holmes versus Arsène Lupin è una classica avventura punta e clicca, di carattere fortemente investigativo, in cui, attraverso la risoluzione di enigmi, la raccolta di oggetti e le conversazioni con i Personaggi Non-Giocanti si dovrà cercare di anticipare le mosse dell'inafferrabile Lupin. Il punto di vista è in prima o terza persona.
L'ambiente tridimensionale è discretamente dettagliato e ombreggiato, ricco di elementi di interazione. Lo spostamento da una stanza all'altra non prevede tempi di caricamento (e neppure verso l'esterno).
I personaggi sono discretamente modellati; presentano animazioni abbastanza dozzinali nel corpo, ma vengono raggiunti livelli più che buoni nei volti: oltre a essere meglio dettagliati, sono anche bene animati e dotati di lip-synch. Anche gli occhi, e in particolare le pupille, si spostano in modo discretamente realistico.
Tutti i documenti, gli indizi e le conversazioni sono raccolti all'interno di un menu che affianca l'inventario. Oltre ai dati di questo tipo, è presente anche una mappa piuttosto utile, in grado di trasportare il giocatore in giro per Londra e soprattutto negli interni di un edificio che si sta esplorando.
Gli enigmi (spesso molto impegnativi) sono vari e alcuni di essi implicano la soluzione di rompicapi logici. Vi sono anche enigmi basati sull'inserimento di testo: che si tratti di anagrammi o di metafore nascoste all'interno di uno scritto, bisognerà inserire il termine esatto per proseguire (magari un sinonimo).
Oltre a Holmes, si potranno controllare in determinati momenti del gioco anche il dottor Watson e addirittura l'ispettore Lestrade di Scotland Yard.

## Easter egg
Nel videogioco sono presenti alcuni easter egg:
- In una cripta della Torre di Londra, per recuperare un indizio che Lupin ha attaccato a un pipistrello, Sherlock Holmes decide di fotografare l'animale, sensibile alla luce, con una macchina fotografica, il cui flash lo lascia stordito. Il dottor Watson subito dopo dice che Holmes ha fatto una bella foto del pipistrello, e quando essa viene mostrata si può osservare che l'ombra del pipistrello sul muro non è altro che il Batsegnale di Batman. Holmes chiede poi alla guardia della Torre cosa deve fare delle foto e gli viene risposto di darla al sergente Wayne, il proprietario della macchina fotografica che l'investigatore aveva preso in prestito. Che si tratti forse di un antenato di Bruce Wayne?
- Nella biblioteca del British Museum, Sherlock Holmes scopre uno spartito musicale e chiede informazioni in proposito al conservatore del museo Barncow, esperto di musica. Poiché questi non sa leggere gli spartiti, Holmes suona la melodia con il suo violino e Barncow, riconoscendola, asserisce che essa si intitola Get back ed è una canzone di un quartetto musicale di Liverpool chiamato "Gli Scarafaggi" che non ha mai raggiunto la fama. Barncow afferma anche che le pettinature dei componenti del quartetto, a suo parere eccezionali, sono invece sembrate troppo all'avanguardia per il periodo. Il riferimento ai Beatles è evidente.

### "Creepy Watson"
Quando si gioca come Holmes, è previsto che Watson segua il collega velocemente. Per limiti tecnici, gli sviluppatori non avevano implementato la camminata di Watson da un posto ad un altro, facendolo così apparentemente teletrasportare improvvisamente. Su internet un video di questo "processo" diventò virale e ci si riferisce a questo come "Creepy Watson". Nella versione rimasterizzata (presente anche su Steam), le animazioni sono state invece implementate.
Nel 2014, per promuovere l'uscita di Sherlock Holmes: Crimes & Punishments, fu realizzato dalla stessa software house un video parodia con "Creepy Watson" con la grafica del gioco, in una sorta di incubo in cui Holmes cerca di scappare senza successo.

## Doppiaggio
Distribuito per la prima volta nel 2007 da Halifax con il titolo Sherlock Holmes vs. Arsène Lupin, il gioco era sottotitolato in italiano; nel 2010 la Fx Interactive ha nuovamente distribuito il gioco aggiungendo il doppiaggio italiano.
Di seguito sono riportati i doppiatori che hanno prestato la voce ai principali personaggi del videogioco:
| Personaggio                                   | Doppiatore italiano |
| --------------------------------------------- | ------------------- |
| Sherlock Holmes                               | Lorenzo Scattorin   |
| Dottor John Watson                            | Raffaele Fallica    |
| Arsenio Lupin                                 | Stefano Albertini   |
| Ispettore Lestrade                            | Marco Balzarotti    |
| Barnes                                        | Claudio Beccari     |
| Lamb                                          | Claudio Beccari     |
| Chauncey                                      | Claudio Beccari     |
| Palinor                                       | Paolo De Santis     |
| Sir Poynter, direttore della National Gallery | Gianni Gaude        |
| Cap. Smith                                    | Marco Balbi         |
| Eddie                                         | Marco Balbi         |
| Primo ministro del Regno Unito                | Riccardo Rovatti    |
| Barncow                                       | Luca Sandri         |
| Architetto                                    | Luca Sandri         |
| Rumpkin                                       | Luca Sandri         |
| Deirdre                                       | Donatella Fanfani   |
| Lady Leomulda                                 | Donatella Fanfani   |
| Regina Vittoria                               | Donatella Fanfani   |

## Accoglienza
| Testata           | Giudizio |
| ----------------- | -------- |
| The Games Machine | 74/100   |

La rivista The Games Machine ha assegnato al gioco un punteggio di 74/100.